# Pascal Todjinou
Pascal Todjinou, ancien secrétaire général de la Confédération générale des travailleurs du Bénin (CGTB), ancien président de la haute autorité de l’audiovisuel et de la communication, connu par son syndicalisme et militant des droits des travailleurs béninois est acteur majeur de société civile au Bénin.

## Biographie

### Parcours politique
En 2008, il est désigné par la société civile pour siéger au sein de la Commission électorale nationale autonome (CENA) puis élu président de cette même institution où il conduit les élections municipales de 2008,,.

### Militantisme
Natif de la vallée de l'Ouémé, Pascal Todjinou défend la cause des travailleurs béninois pendant plus de trois décennies. Il est membre de la confédération générale des travailleurs du Bénin. Il y assure la place de leader avec le titre du secrétaire général durant plusieurs années,.
Le 23 décembre 2016, il cède le poste de secrétaire général à Bachabi Moudassirou, élu au 3e congrès ordinaire de la CGTB. À cette occasion, il dresse le bilan des luttes syndicales. Il  explique que grâce aux luttes, il y a l’augmentation de la valeur indiciaire en 2011, l’augmentation des salaires des enseignants de 50% dans la maternelle, le primaire et le secondaire. Il y évoque la restitution des défalcations sur salaire pour fait de grève licite et la négociation du SMIG dans le privé de 31 625 F CFA à 40 000 F CFA.

## Hommages
En mars 2021, le journaliste Sabin Loumedjinom sort  l’ouvrage « Pascale D. Todjinou, une vie au service du syndicalisme » pour rendre hommage à son ancien enseignant qu'il considère comme « une icône du syndicalisme ». Pour l'homme d'affaires Aristide  Adjibi, « Pascal D. Todjinou s’est sacrifié pour la cause des travailleurs du Bénin ».